# Víspera (día)
Víspera o vigilia es la palabra del calendario eclesiástico que significa "la tarde", y si hay una festividad importante, se celebra desde la tarde anterior. 
El origen se da en las primeras persecuciones contra cristianos en el mundo, especialmente bajo el judaísmo hebreo y el paganismo europeo. Los cristianos se vieron, pues, obligados a ocultarse y a reunirse por la noche o en sitios desconocidos a sus enemigos.
A esta razón de necesidad se unieron motivos de religión: desde los primeros tiempos del cristianismo la Pascua fue una de las solemnidades cristianas; los fieles pasaban la noche del sábado al domingo celebrando los santos misterios, participando de ellos cantando salmos, oyendo lecturas e instrucciones piadosas y permaneciendo reunidos hasta la salida del sol, que era para su religión la hora de la resurrección de Jesucristo. Este modo de celebrar las vísperas, se extendió a las demás festividades de los misterios y aún a los aniversarios de los mártires. Se les añadió el ayuno como a la festividad de Pascua, y todos convienen que también fue ese el origen de los oficios nocturnos. De aquí, por último, nació el uso de empezar el día eclesiástico (si es fiesta solemne) desde las vísperas del día anterior (es decir, desde la tarde del día anterior) hasta el otro día a la misma hora, en una época en que el día civil no empezaba hasta medianoche. Y por esto se ha llamado vigilia o víspera, el día que precede a una solemnidad, y en el que con frecuencia se observan abstinencia y ayuno.
Esta práctica era en sí misma muy piadosa y edificante. Es cierto que se mezclaron en ella algunos abusos cuando se fueron relajando las costumbres de los cristianos. Algunas personas piadosas, las mujeres sobre todo, trataron de practicar por devoción vigilias particulares, y pasaban la noche orando en los cementerios; lo cual dio ocasión a los indicados abusos. Por eso, el concilio de Elvira de España, celebrado hacia el año 300, prohibió estas reuniones.